# Van der Waals (cráter)

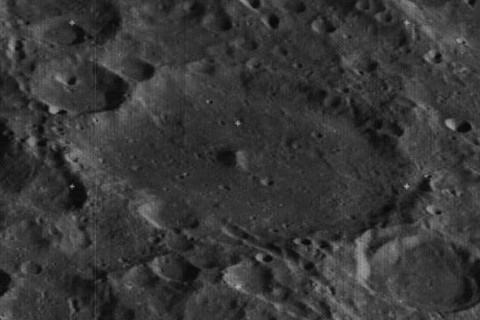
Vista oblicua desde el Lunar Orbiter 3, mirando al sur

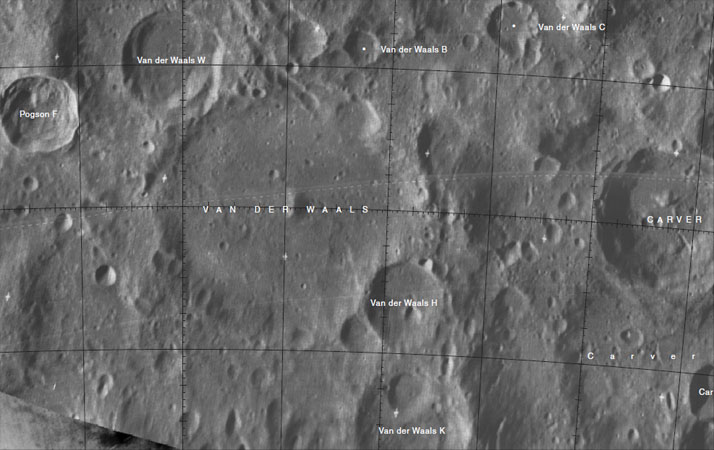
Entorno de Van der Waals

Van der Waals es un cráter de impacto perteneciente a la cara oculta de la Luna. Entre los cráteres cercanos se incluyen Clark al norte, Carver al este, y Pikel'ner al sureste. A unos dos diámetros al oeste-suroeste se halla Lebedev.
|  |

Es un elemento muy erosionado con un borde exterior irregular, más bajo en el lado meridional donde es poco más que una cresta circular sobre el suelo. Está más desarrollado en el lado norte, pero allí el borde es entallado y escarpado. El cráter satélite Van der Waals W está unido al exterior del noreste, y Van der Waals H invade el borde en el sudeste. El suelo interior es relativamente uniforme y carece de otros impactos significativos, con tan solo unos cráteres pequeños que marcan su superficie.

## Cráteres satélite
Por convención estos elementos son identificados en los mapas lunares poniendo la letra en el lado del punto medio del cráter que está más cercano a Van der Waals.
|               | \| Van der Waals \| Coordenadas \| Diámetro \| \| ------------- \| ------------------------------- \| -------- \| \| B \| 41°00′S 121°00′E / -41.0, 121.0 \| 17 km \| \| C \| 40°30′S 123°36′E / -40.5, 123.6 \| 24 km \| \| H \| 44°18′S 121°42′E / -44.3, 121.7 \| 31 km \| \| K \| 45°48′S 122°00′E / -45.8, 122.0 \| 55 km \| \| W \| 41°18′S 117°06′E / -41.3, 117.1 \| 46 km \| |          |
| Van der Waals | Coordenadas | Diámetro |
| B             | 41°00′S 121°00′E / -41.0, 121.0 | 17 km    |
| C             | 40°30′S 123°36′E / -40.5, 123.6 | 24 km    |
| H             | 44°18′S 121°42′E / -44.3, 121.7 | 31 km    |
| K             | 45°48′S 122°00′E / -45.8, 122.0 | 55 km    |
| W             | 41°18′S 117°06′E / -41.3, 117.1 | 46 km    |